# Possession (film 1972)
Possession (The Possession of Joel Delaney) è un film del 1972 diretto da Waris Hussein e interpretato da Shirley MacLaine e Perry King, tratto dal romanzo The Possession of Joel Delaney scritto da Ramona Stewart nel 1970. È stato distribuito in VHS col titolo Legame di sangue e in DVD come Possession - Legame di sangue.

## Trama
Norah è una donna dell'alta società newyorchese separata e con due figli. Quando il fratello minore Joel torna da Tangeri fa di tutto per aiutarlo a inserirsi nella società, ma il ragazzo ha continui sbalzi d'umore e si comporta in maniera sempre più strana. Dopo un'escalation di violenza efferata scopre che in Joel sopravvive lo spirito omicida di Tonio Pérez, un suo amico morto alcuni mesi prima, ed è costretta a difendere la sua vita e quella dei suoi figli rifugiandosi in una villa isolata. La polizia riesce infine a intervenire e ad uccidere Joel che muore fra le sue braccia.

## Produzione
Le riprese iniziarono il 2 gennaio 1971 e terminarono nel mese di marzo, con un budget di circa 1,5 milioni di dollari. Il film venne girato a New York nel quartiere di Manhattan. Tra le locations utilizzate la New York Public Library, la pista di ghiaccio di Wollman Rink a Central Park e il numero 154 della East 74th Street, utilizzato come appartamento di Norah.

### Il cast
Possession segnò il debutto sul grande schermo di Barbara Trentham, nel ruolo della fidanzata di Joel, e fu anche il primo film girato dall'attore Perry King anche se la sua prima apparizione risulta effettivamente quella in Mattatoio 5, girato dopo ma uscito un mese prima.
Si tratta dell'unico film horror interpretato da Shirley MacLaine, che poco tempo prima era stata scelta per il cast di L'esorcista. Lo scrittore William Peter Blatty, autore anche della sceneggiatura, si era ispirato a lei per il personaggio di Chris MacNeil ma l'attrice rifiutò la parte per poter girare Possession.
L'attore britannico Michael Hordern, il cui ruolo venne indicato nel materiale promozionale dell'epoca come "Dr. Reichman", nel film è accreditato semplicemente come "Justin", il marito di Erika Lorenz.
Nel film compaiono, non accreditati, anche l'attore portoricano José Fernández nel ruolo di Tonio Pérez e la modella Pat Ast, in seguito attrice per Andy Warhol in Calore, che interpreta una paziente del reparto psichiatrico.

## Distribuzione
Nel 1972 fu presentato in concorso al Festival internazionale del cinema di Berlino.
Il film venne distribuito negli Stati Uniti dal 24 maggio 1972.

### Date di uscita
- USA (The Possession of Joel Delaney) - 24 maggio 1972
- Irlanda (The Possession of Joel Delaney) - 22 dicembre 1972
- Norvegia - 1 ottobre 1973
- Danimarca (Besat af djævelen) - 23 settembre 1974
- Francia (Possession meurtrière) - 23 ottobre 1974
- Turchia (Sapik ruhlar) - novembre 1974

## Critica
Alla sua uscita il film ottenne recensioni negative. In molti riscontrarono elementi di razzismo nella sceneggiatura e parte della critica attaccò il film anche a causa di una scena in cui il figlio di Shirley MacLaine è costretto a spogliarsi. In un articolo apparso nel 2004 su Entertainment Weekly, lo scrittore Stephen King ha citato il film nell'ambito di questioni riguardanti la censura, affermando che se fosse uscito oggi sarebbe stato classificato NC-17 solo per quella scena.
Il critico Roger Ebert ha definito il film «malamente assemblato, con poca sensibilità per la suspense», facendo anch'esso riferimento alla stessa sequenza: «I registi dovrebbero avere abbastanza immaginazione e spirito d'iniziativa per spaventarci senza ricorrere a trucchi a buon mercato. Ma Warris Hussein è talmente privo di fantasia da ricorrere a una scena in cui i bambini sono costretti a spogliarsi e mangiare cibo per cani».